# Chionanthus holdridgei
Chionanthus holdridgei är en syrenväxtart som först beskrevs av Camp och Joseph Vincent Monachino, och fick sitt nu gällande namn av William Thomas Stearn. Chionanthus holdridgei ingår i släktet Chionanthus och familjen syrenväxter. Inga underarter finns listade i Catalogue of Life.